# Thomas Steitz
Thomas A. Steitz (Milwaukee, 23 de agosto de 1940) é um professor de biofísica molecular e bioquímico estadunidense.
Trabalha no Instituto Médico Howard Hughes, Yale University, New Haven, Connecticut, Estados Unidos.
Recebeu o Nobel de Química de 2009, juntamente com Venkatraman Ramakrishnan e Ada Yonath, por pesquisas sobre os ribossomos.